# 단백질 동역학

미세소관 위를 이동하는 키네신. 키네신은 나노 스케일에서 단백질 도메인 동역학을 사용하는 분자생물학적 기구이다.

단백질 동역학(蛋白質動力學, 영어: protein dynamics)은 단백질의 운동과 힘의 관계에 대해 다루는 생물학의 한 분야이다. 단백질은 일반적으로 아미노산 서열에 의해 결정되는 독특한 구조를 채택하는 것으로 생각된다. 그러나 단백질은 엄밀히 말하면 정적인 개체가 아니라 오히려(때로는 유사한) 입체구조의 전체적인 조화로 설명될 수 있다. 이러한 상태 간의 전이는 다양한 길이 척도(Å에서 nm로) 및 시간 척도(ns에서 s로)에서 일어나며 알로스테릭 신호전달 및 효소 촉매작용과 같은 기능적으로 관련된 현상과 연결되어 있다.

## 같이 보기
- 운동 단백질
- 단백질
- 입체구조